# Onorient

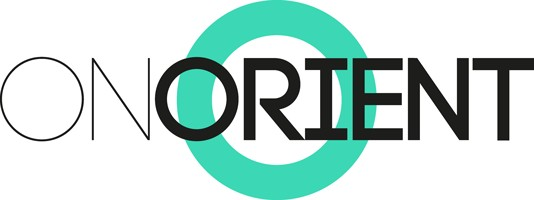

Créé en 2013 au Maroc,, Onorient est un web-magazine qui célèbre le bouillonnement artistique et culturel en Afrique du Nord et au Moyen-Orient,.  Onorient publie des contenus éditoriaux, audio et vidéo sur des artistes émergents peu mis à l'honneur dans les médias traditionnels.
En 2015, une partie de l'équipe d'Onorient lance un projet de journalisme itinérant baptisé "Rihla Onorientour" qui donne naissance à un documentaire : Rihla, sur les sentiers culturels du monde arabe.
En 2024, il est dirigé par Hajar Chokairi  et Eva Tapiero.